# Ed Kranepool
Edward Emil Kranepool III (El Bronx, Nueva York; 8 de noviembre de 1944-Boca Ratón, Florida; 8 de septiembre de 2024), más conocido como Ed Kranepool, fue un beisbolista estadounidense, quien se destacó como primera base pero también jugaba como jardinero de las Grandes Ligas de Béisbol con los Mets de Nueva York, entre 1963 y 1979. 
Asistió a la escuela James Monroe High School en donde inició jugando beisbol y basquetbol. El buscador (scout) de los Mets Bubber Jonnard firmó a Kranepool en 1962 a la edad de 17 años como agente libre amateur. Se retiró en 1979 siendo el último jugador que había permanecido con los Mets desde su primera temporada inicial en 1962 y haber permanecido en el equipo campeón de la Serie Mundial de los Mets Milagrosos en 1969 cuando derrotaron a los Baltimore Orioles favorito entre el público y los apostadores de Las Vegas, para ser campeones.
Kranepool fue elegido miembro del Salón de la Fama de los Mets de Nueva York en 1990.

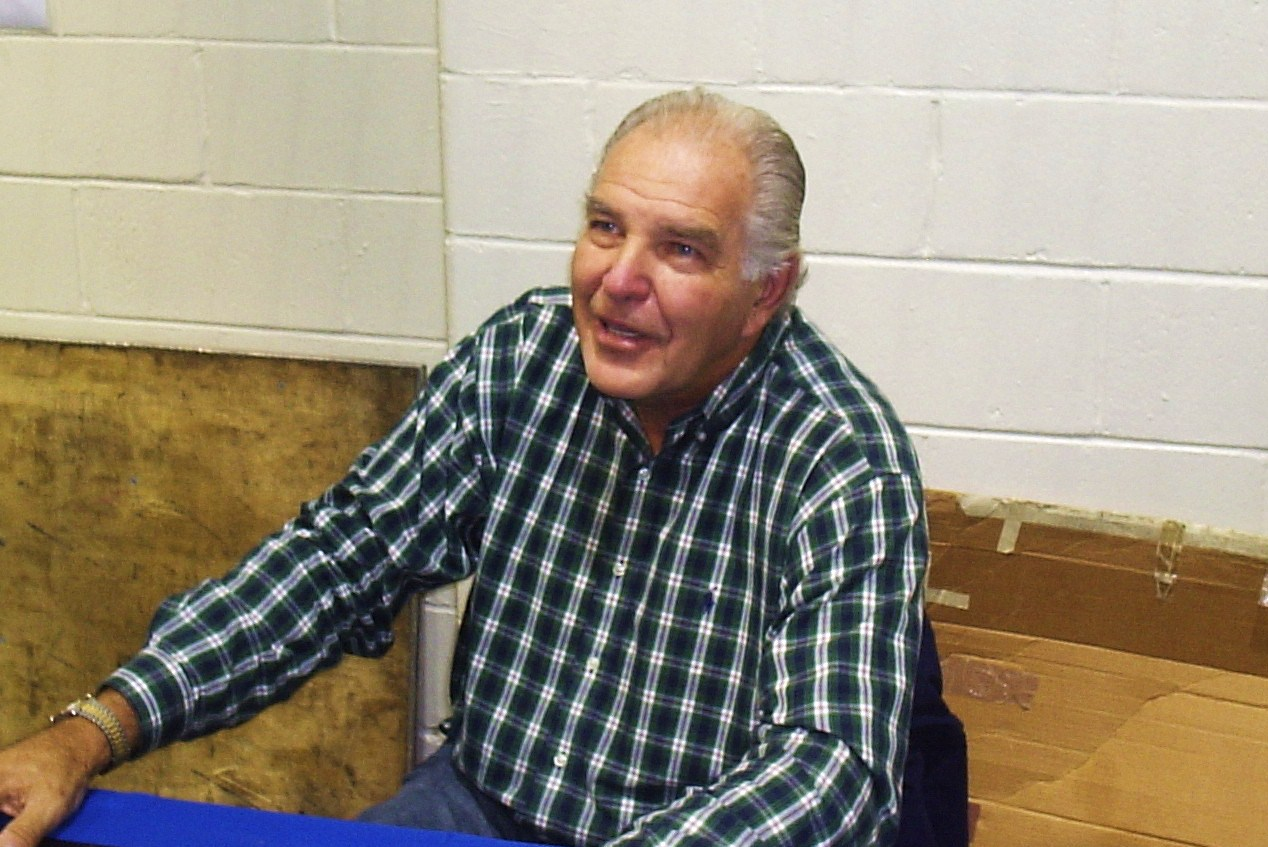
Ed Kranepool en 2007

## Muerte
Edward Emil Kranepool III falleció el 8 de septiembre de paro cardíaco irreversible a las maniobras de resucitación. 

## Estadísticas de bateo
| Año   | Equipo | Juegos | VB   | C   | H    | JR  | CE  | P     |
| ----- | ------ | ------ | ---- | --- | ---- | --- | --- | ----- |
| 1962  | NYM    | 3      | 6    | 0   | 1    | 0   | 0   | 0,167 |
| 1963  | NYM    | 86     | 273  | 22  | 57   | 2   | 14  | 0,209 |
| 1964  | NYM    | 119    | 420  | 47  | 108  | 10  | 45  | 0,257 |
| 1965  | NYM    | 153    | 525  | 44  | 133  | 10  | 53  | 0,253 |
| 1966  | NYM    | 146    | 464  | 51  | 118  | 16  | 57  | 0,254 |
| 1967  | NYM    | 141    | 469  | 37  | 126  | 10  | 54  | 0,269 |
| 1968  | NYM    | 127    | 373  | 29  | 86   | 3   | 20  | 0,231 |
| 1969  | NYM    | 112    | 353  | 36  | 84   | 11  | 49  | 0,238 |
| 1970  | NYM    | 43     | 47   | 2   | 8    | 0   | 3   | 0,170 |
| 1971  | NYM    | 122    | 421  | 61  | 118  | 14  | 58  | 0,280 |
| 1972  | NYM    | 122    | 327  | 28  | 88   | 8   | 34  | 0,269 |
| 1973  | NYM    | 100    | 284  | 28  | 68   | 1   | 35  | 0,239 |
| 1974  | NYM    | 94     | 217  | 20  | 65   | 4   | 24  | 0,300 |
| 1975  | NYM    | 106    | 325  | 42  | 105  | 4   | 43  | 0,323 |
| 1976  | NYM    | 123    | 415  | 47  | 121  | 10  | 49  | 0,292 |
| 1977  | NYM    | 108    | 281  | 28  | 79   | 10  | 40  | 0,281 |
| 1978  | NYM    | 66     | 81   | 7   | 17   | 3   | 19  | 0,210 |
| 1979  | NYM    | 82     | 155  | 7   | 36   | 2   | 17  | 0,232 |
| Total |        | 1853   | 5436 | 536 | 1418 | 118 | 614 | 0,261 |

| VB | Veces al bate      | C  | Carreras          |
| H  | Hits               | JR | Jonrones          |
| CE | Carreras empujadas | P  | Promedio de bateo |